# Caenophanes pumilio
Caenophanes pumilio är en stekelart som beskrevs av Sergey A. Belokobylskij och Maeto 2006. Caenophanes pumilio ingår i släktet Caenophanes och familjen bracksteklar. Inga underarter finns listade.